# Signoretia dentata
Signoretia dentata är en insektsart som beskrevs av Rauno E. Linnavuori 1978. Signoretia dentata ingår i släktet Signoretia och familjen dvärgstritar. Inga underarter finns listade i Catalogue of Life.